# 華丸大吉&千鳥のテッパンいただきます!
『華丸大吉&千鳥のテッパンいただきます!』（はなまるだいきちアンドちどりのテッパンいただきます!）は、2019年10月29日から2021年3月16日まで関西テレビ制作・フジテレビ系列で放送されたトークバラエティ番組。博多華丸・大吉と千鳥の冠番組。全61回。放送時間は火曜22:00 - 22:54（JST）。

## 概要
2019年9月2日に行われたフジテレビ2019年10月改編説明会で番組スタートが発表された。博多華丸・大吉と千鳥の2組が共にMCを務めるのは初めて。
博多華丸・大吉と千鳥が、俳優やスポーツ選手らその道のプロをゲストに迎え、とっておきの話（テッパン）を聞き出してゲストの新たな一面を引き出していくトークバラエティ。また、人に話したくなる体験を求めて4人がスタジオの外へロケに出向くこともある。
2021年3月16日をもって本タイトルでの放送は終了となり、同年4月からは4人は続投のまま、スタッフを総入れ替えした新番組として『火曜は全力!華大さんと千鳥くん』にリニューアルする。

## 出演

### MC
- 博多華丸・大吉（博多華丸・博多大吉）
- 千鳥（大悟・ノブ）

## スタッフ

### 番組終了時点でのスタッフ（2021年1月12日以降）
- ナレーター：あおい洋一郎【毎週】、内田真礼【週替り】
- 構成：北本かつら、大井洋一、岸本尚久、興津豪乃、雨宮裕也、永井ふわふわ（興津・永井→2020年10月27日-）
- TP：山下悠介
- SW：小出豊
- CAM：渡邊健太郎
- VE：齋藤雄一
- MIX：高宮哲郎
- LD：庄司鉄平
- CG：松下剛士【毎週】、山本淳史（2020年10月6日-）【週替り】
- 編集：奥村健也、田中宗一郎、楠田惣彦【週替り】
- MA：小嶋雄介、古谷栄美【週替り】
- 音響効果：岡田淳一
- 美術プロデューサー：木村文洋
- デザイン：鈴木賢太（フジテレビ）
- アートコーディネーター：横山勇
- 大道具製作：山本和成
- 大道具操作：村上公志
- アクリル装飾：斉藤佑(祐)介
- 電飾：後藤佑介
- アートフレーム：石井智之
- 装飾：武田正邦
- アートオブジェ：西村怜子
- 特殊装置：福田隆正
- メイク：武部千里
- 技術協力：ニユーテレス、ALTX、CRAZY TV
- 美術協力：フジアール
- 協力：TMC レモンスタジオ【毎週】、江原ノブヒロ【不定期】
- 編成：古橋由依子（関西テレビ、2020年10月6日-）
- 宣伝：谷口博邦（関西テレビ、2021年2月23日-）、安田宜義（関西テレビ）
- TK：小柳成子
- デスク：福井奈美江
- AD：太田優衣、山本祥光、伊澤結花、丸尾直人、本山健太、鐙友理(里)、渡部あすか、西村創央、芝内竜成、土田香織・工藤千賀・荒堀舞（吉本興業）、福田彩、近藤和司・川崎大地・森田大輝・林十愛光（オフィスクライン）、西川宏輝、荒木美玖、白木騎士、木村佳奈、藤澤花梨、樋口陽介【週替り】
- AP：伊藤瑛梨、林真凜（吉本興業）【毎週】、加藤彩華、鶴見明香里（オラフズ）、長縄ゆりか、伊東栄一【週替り】
- ディレクター：新谷洋介、佐藤裕司、小島啓太、渡邊祥子、宮川剛史、高橋立志・木村諒（ROFL）、中間拓郎・長谷川裕貴（モンスターフォース）、藤田豊平、武部礼、内田誠司、生駒真也（ROFL）、濱口賢治、高田直、豊原香住【週替り】
- チーフディレクター：橋本伸行・小田清仁・太田実（ROFL）、友岡伸介・黒崎翔太郎（関西テレビ）、小石重蔵（吉本興業）、田村育（シオプロ）、流郷敏隆（ROFL）【週替り】（橋本・太田→以前はチーフディレクター→ディレクター、田村→以前はディレクター、友岡・黒崎→ディレクターの回あり）
- 演出：小林剛（ROFL）
- 総合演出：和田英智（LARGEST ARMY）
- 担当プロデューサー：松本あゆみ（オラフズ、以前はプロデューサー）、小川兼生（以前はAP→プロデューサー）、加茂忠夫（オフィスクライン）、神田啓太（LARGEST ARMY）【週替り】（加茂・神田→プロデューサーの回あり）
- プロデューサー：高橋諒太（関西テレビ、2020年10月6日-）、福岡隆幸（ROFL）、田井中皓介（吉本興業）、岡本計（てっぱん）、工藤翔平（吉本興業、担当プロデューサーの回あり）、田村力（ビーオネスト）【毎週】、長嶺望（オフィスNY）【週替り】／増村紀男（ROFL）【毎週】
- チーフプロデューサー：白坂潤一（関西テレビ、2020年10月6日-、2020年9月までプロデューサー）
- 制作協力：ROFL、吉本興業
- 制作著作：関西テレビ放送

### 過去のスタッフ
- ナレーター：高川裕也、よのひかり、桑原礼佳
- 構成：荒木建策、塚本翔太、平岡達哉
- TP：深谷高史
- MIX：松原瑞貴
- 協力：DAM 第一興商（第1,6回）
- 編成：青木裕子（関西テレビ）
- デスク：浪岡佳代子
- AD：喜納まひろ、木村明生、蒲田涼、有瀬典崇、田中裕也、大塚亮、馬場舞、乙津空也、三好舞、滝山航洋、石山直美、宮城大一郎、長谷部光紀、小島直人、山内涼、三田村淳恵、多富一英、秋月陽和、仲宗根蓮、佐藤凌也
- AP：寺西泰寿（吉本興業）、本山ひかる、川村理美、小林奈々子、森山史崇（オフィスクライン）、橋下桃花、日野絢介（日野→以前はAD）
- ディレクター：永松近也、高田直旺、三ヶ尻龍之介、笠原菜美、新居隆高、山本カンスケ（オフィスクライン）、久富久伸、岩永紗代美、木島雄大、小原靖広、田中友洋、原田浩司、北川泰之
- チーフディレクター：才藤仁（吉本興業）
- プロデューサー：倉田敬之（ロフル）、中田美津子（吉本興業）、山ノ内禎枝（The KingMaker）、櫻井弘美（ROFL）
- チーフプロデューサー：東野和全（関西テレビ）

## エンディングテーマ
- ジェニーハイ「シャミナミ」（unBORDE、第1回 - 第7回）[5]
- ジェニーハイ「不便な可愛げ feat アイナ・ジ・エンド（BiSH）」（unBORDE、第8回 - 第16回）
- EXIT×Da-iCE「I got it get it feat.Da-iCE」(第17回 -)

## ネット局
| 放送対象地域   | 放送局                    | 系列                                         | 放送時間                     | ネット状況 |
| -------------- | ------------------------- | -------------------------------------------- | ---------------------------- | ---------- |
| 近畿広域圏     | 関西テレビ（KTV）         | フジテレビ系列                               | 火曜 22:00 - 22:54           | 制作局     |
| 北海道         | 北海道文化放送（uhb）     | フジテレビ系列                               | 火曜 22:00 - 22:54           | 同時ネット |
| 岩手県         | 岩手めんこいテレビ（mit） | フジテレビ系列                               | 火曜 22:00 - 22:54           | 同時ネット |
| 宮城県         | 仙台放送（OX）            | フジテレビ系列                               | 火曜 22:00 - 22:54           | 同時ネット |
| 秋田県         | 秋田テレビ（AKT）         | フジテレビ系列                               | 火曜 22:00 - 22:54           | 同時ネット |
| 山形県         | さくらんぼテレビ（SAY）   | フジテレビ系列                               | 火曜 22:00 - 22:54           | 同時ネット |
| 福島県         | 福島テレビ（FTV）         | フジテレビ系列                               | 火曜 22:00 - 22:54           | 同時ネット |
| 関東広域圏     | フジテレビ（CX）          | フジテレビ系列                               | 火曜 22:00 - 22:54           | 同時ネット |
| 新潟県         | NST新潟総合テレビ（NST）  | フジテレビ系列                               | 火曜 22:00 - 22:54           | 同時ネット |
| 長野県         | 長野放送（NBS）           | フジテレビ系列                               | 火曜 22:00 - 22:54           | 同時ネット |
| 静岡県         | テレビ静岡（SUT）         | フジテレビ系列                               | 火曜 22:00 - 22:54           | 同時ネット |
| 富山県         | 富山テレビ（BBT）         | フジテレビ系列                               | 火曜 22:00 - 22:54           | 同時ネット |
| 石川県         | 石川テレビ（ITC）         | フジテレビ系列                               | 火曜 22:00 - 22:54           | 同時ネット |
| 福井県         | 福井テレビ（FTB）         | フジテレビ系列                               | 火曜 22:00 - 22:54           | 同時ネット |
| 中京広域圏     | 東海テレビ（THK）         | フジテレビ系列                               | 火曜 22:00 - 22:54           | 同時ネット |
| 島根県・鳥取県 | さんいん中央テレビ（TSK） | フジテレビ系列                               | 火曜 22:00 - 22:54           | 同時ネット |
| 岡山県・香川県 | 岡山放送（OHK）           | フジテレビ系列                               | 火曜 22:00 - 22:54           | 同時ネット |
| 広島県         | テレビ新広島（tss）       | フジテレビ系列                               | 火曜 22:00 - 22:54           | 同時ネット |
| 愛媛県         | テレビ愛媛（EBC）         | フジテレビ系列                               | 火曜 22:00 - 22:54           | 同時ネット |
| 高知県         | 高知さんさんテレビ（KSS） | フジテレビ系列                               | 火曜 22:00 - 22:54           | 同時ネット |
| 福岡県         | テレビ西日本（TNC）       | フジテレビ系列                               | 火曜 22:00 - 22:54           | 同時ネット |
| 佐賀県         | サガテレビ（STS）         | フジテレビ系列                               | 火曜 22:00 - 22:54           | 同時ネット |
| 長崎県         | テレビ長崎（KTN）         | フジテレビ系列                               | 火曜 22:00 - 22:54           | 同時ネット |
| 熊本県         | テレビくまもと（TKU）     | フジテレビ系列                               | 火曜 22:00 - 22:54           | 同時ネット |
| 大分県         | テレビ大分（TOS）         | 日本テレビ系列 フジテレビ系列                | 火曜 22:00 - 22:54           | 同時ネット |
| 鹿児島県       | 鹿児島テレビ（KTS）       | フジテレビ系列                               | 火曜 22:00 - 22:54           | 同時ネット |
| 沖縄県         | 沖縄テレビ（OTV）         | フジテレビ系列                               | 火曜 22:00 - 22:54           | 同時ネット |
| 宮崎県         | テレビ宮崎（UMK）         | フジテレビ系列 日本テレビ系列 テレビ朝日系列 | 木曜 0:54 - 1:51（水曜深夜） | 遅れネット |